# Dragon Wing
Dragon Wing (1990) este primul roman scris de Margaret Weis și Tracy Hickman din seria The Death Gate.

## Povestea
Arianus, lumea aerului, este formată în întregime din insule plutitoare poroase, aliniate pe trei ținuturi. În Ținutul de Jos, piticii (numiți Gegs, un cuvânt al elfilor care înseamnă insecte) trăiesc pe continentul Drevlin și cu bucurie servesc gigantica mașinărie Kicksey-winsey, o mașină de mărimea unui oraș care este sursa de apă a lumii Arianus. În Ținutul de Mijloc, elfii și oamenii s-au războit timp de secole între ei pentru apă și pentru supremație. Deasupra tuturor, în Ținutul de Sus trăiesc oamenii Mysteriarchs, vrăjitori izolaționiști de rangul Casei a Șaptea. Ei au fost unii dintre cei mai puternici vrăjitori, care i-au părăsit pe oameni fiind dezgustați de războiul lor constant, dar niciodată Mysteriarchs nu au egalat puterile rasei dispărute Sartan sau ale rasei Patryn.